# Poodytes
Poodytes és un gènere d'ocells de la família dels locustèl·lids (Locustellidae).

## Taxonomia
Segons la classificació del Congrés Ornitològic Internacional (versió 13.2, 2023) el present gènere està format per 5 espècies:
- Poodytes albolimbatus - camperol del Fly.
- Poodytes carteri - camperol de l'espinífex.
- Poodytes rufescens - camperol de les Chatham.
- Poodytes punctatus - camperol de Nova Zelanda.
- Poodytes gramineus - camperol menut.

Tanmateix, altres obres com el Handook of the Birds of the World i la quarta versió de la BirdLife International Checklist of the birds of the world (Desembre 2019), compten que Poodytes consta de 6 espècies, car consideren que una subespècie del camperol de Nova Zelanda (P. p. caudatus), constitueix una espècie apart. Segons aquest criteri s'hi hauria d'afegir:
- Poodytes caudatus - camperol de les Snares